# 科特蘭 (內布拉斯加州)
科特蘭（英語：Cortland）是位於美國內布拉斯加州蓋奇縣的村。

## 人口
根據2020年美國人口普查的數據，科特蘭的面積為0.68平方千米，皆為陸地。當地共有人口504人，而人口密度為每平方千米741人。